# Лондонские анналы
«Лондонские анналы» — (лат. Annales Londonienses) историческая хроника, охватывающая события с 1194 по 1330 годы.
Автором хроники был лондонский горожанин, имевший возможность пользоваться бумагами из архива Лондонского муниципалитета. В «Лондонские анналы» включены точные тексты документов, относящихся к первому периоду правления Эдуарда II.
Возможно, автором «Анналов» был Эндрю Хорн (ум. 1328), рыботорговец с Бридж-стрит, камергер (с 1320).